# Muhàmmad ibn al-Fadl al-Jarjaraí
Muhàmmad ibn al-Fadl al-Jarjaraí (vers 785-865) fou visir abbàssida.
Va ser visir d'Al-Mutawàkkil (847-861) al començament del seu regnat, substituint a Ibn az-Zayyat, però aviat va perdre el càrrec per ser considerat poc acurat en les seves decisions. El califa Al-Mustaín (862-866) el va nomenar altre cop visir a la tardor del 863. Va morir en el càrrec al cap d'un any més o menys (864/865).